# 검정치마
검정치마(The Black Skirts)는 대한민국의 인디 록 밴드이다. 2004년에 미국 뉴욕에서 3인조 펑크 록 밴드로 처음 결성하였고 현재는 싱어송라이터인 재미교포 조휴일이 유일한 멤버로 원맨 밴드이다.
검정치마는 2008년 11월 13일 첫 정규 음반 《201》을 발매하면서 한국에서 공식으로 활동을 시작하였고, 《201》은 제7회 한국대중음악상에서 '최우수 모던 록 음반' 부문을 수상하였다. 2011년 7월 13일 두 번째 정규 음반 《Don't You Worry Baby (I'm Only Swimming)》을 발매하였다. 2013년 5월 3집 음반을 준비하며 단독 콘서트 및 여러 큰 페스티벌 공연을 하면서 활동하고 있다.
검정치마의 앨범들은 현재까지 총 약 5만장 이상 팔렸다.

## 역사

### 결성
검정치마는 3인조 펑크 록밴드로 2004년 뉴욕에서 처음 시작하였다. 그 당시엔 조휴일 외 2명의 다른 뮤지션들과 함께 시작하였고, 현재까지 조휴일을 중심으로 많은 멤버 바꿈이 있었다. '검정치마'라는 밴드 이름은 조휴일이 "단지 어감이 좋아서" 만든 이름이고, 다른 특별한 뜻은 없다고 한다. 검정치마 조휴일은 13살의 어린 나이에 가족과 함께 미국으로 이민을 갔다. 비록 미국에서 자랐지만 어릴적부터 대한민국 홍대 음악 씬에 아주 관심이 많았다고 한다. 그는 미국 버클리 음대를 다니다 중퇴하였고, 'Castel Prayon'이란 이름으로도 활동하였다. 또한 애리조나-인디애나-뉴욕-뉴저지 등 미국 여러 도시들을 전전하며 외국인 친구들과 밴드 활동을 했다고 한다. 그 후 그러던 어느날 그는 2007년 한국에 큰 꿈을 가지고 들어와 '쌈지사운드페스티벌'의 '숨은 고수'에 지원했으나 아쉽게도 마지막 관문에서 탈락하였다. 그가 나중에 인터뷰에서 뒤돌아 보며 말하길, "사실 2007년 한국에서 실패한 후에는 무척 억울했어요. 그래서 앨범이라도 남기자는 심정으로 미국 현지 친구들의 도움으로 음반을 만들어서 국내에 들어왔는데 다행히도 좋은 반응을 얻게 된거죠." 이때 인디 레이블 루비살롱이 그를 눈여겨봤고, 그가 미국으로 돌아가 만들어온 앨범 201을 이듬해인 2008년 국내 발매하게 되고 큰 인기를 얻게 되면서 한국 인디 홍대 씬에서 정식으로 활동하기 시작하였다.

### 201 (2008)
앨범 《201》은 검정치마의 첫 공식 앨범이다. 길고 난해한 노래들을 싫어하는 조휴일은 이 앨범을 만들면서 최대한 수록곡들을 '짧고 달콤하게' 작곡하려고 했다고 한다. 또한 대중성을 무시할 수 없던 그는 전에 녹음했던 곡들보다 "201"의 수록곡을 훨씬 깔끔하게 녹음했다고 한다. 그는 이 앨범을 통해 다양성과 대중성을 둘 다 보여주고 있다. 조휴일이 작곡, 작사, 편곡, 그리고 프로듀싱을 하였고, 2008년 발매되었다. 오랜 친구이자 프로듀서인 키아 에시기(Kia Eshghi)가 함께 도와주며 녹음을 하였고 작업도 하였다. 201이란 번호는 조휴일이 미국에서 자란 도시의 지역번호이다. 조휴일에 의하면 201은 2004년 검정치마가 처음 시작하였을때부터 2007년까지 만든 곡들중에 대표곡들을 모아서 만든 앨범이다. 이 앨범의 수록곡들은 대부분 뉴욕에 있는 Hanging Moon Studio에서 녹음하였다. 또한 "201"은 유명한 미국 작곡가/프로듀서이자 오랜 친구인 클리프 린(Cliff Lin)이 믹싱을 하였다. 조휴일은 사실 1집을 내면서 많은 기대를 하지 않았다고 한다. 주목을 이렇게 많이 받을줄은 전혀 몰랐다. 음악평론가 서정민은 이 앨범이 "신선함과 세련미로 펄떡댄다." 라고 극찬 하였다. 2010년 201은 메이저 유통사인 소니뮤직엔터테인먼트코리아를 통해 2곡이 추가된 '스페셜 에디션'으로 재발매됐다. 이 앨범은 한국대중음악상 5개 부문 후보에 올라 '최우수 모던 록 음반' 부문을 수상했다. 대표곡은 '좋아해줘', 'Antifreeze', '강아지', 그리고 'Dientes'가 있다. - 앨범리뷰 (해당 사이트 로그인 필요)

### Don't You Worry Baby (I'm Only Swimming) (2011)
이 앨범은 항해란 컨셉 위주로 만들어졌다. 앨범 표지를 보면 큰 파도가 조그마한 배를 어느순간 덮어버릴듯한 이미지를 준다. 앨범 첫 곡인 '이별노래'를 들어보면 조휴일 자신은 홀로 배를 타는 선장이다. 다른 인터뷰에서 조휴일은 2집 앨범에서 나온 바다는 한국의 음악씬, 그리고 자기가 한국에 와서 겪은 일들을 항해와 바다에 비유해 만든 앨범이라고 한다. 조휴일이 느꼈던 음악 비즈니스에 대한 실망, 절망, 짜증 등은 이번 앨범에 고스란히 들어가있다. "내일이면 나를 버릴 사람들" ('Love Shine'), "친구, 친구 하기 전에 니 이름을 말해봐" ('외아들') 같은 가사에서도 군데군데 드러난다. 그러한 감정과 상황이 가장 잘 드러나있는 곡은 "아침식사"이다. 상황은 이렇다: 조휴일이 요즘 같이 밥도 잘 못먹는 누군가와 아침을 먹는데, 갑자기 전화가 와서 관심도 없는 비즈니스에 대한 이야기를 끝도 없이 늘어 놓는다. "빵 말고 생각나는 숫자는 없는데, 아침에 무슨 말이 그렇게 많나요. 배고프고, 졸리고, 당신은 말이 많고, 열 번도 속아 줄 테니 날 이제 좀 놔둬요. (중략) 언제나 알 수 없는 비즈니스". 하지만 바다 사이를 두고 벌어진 연인들에 대하서 노래하는 곡들도 있다. 이 앨범은 오직 2주 안에 쓰여졌다고 한다. 앨범 이름 'Don't You Worry Baby (I'm Only Swimming)의 유래도 공식적으론 알려지진 않았지만, 아마도 조휴일이 루비살롱에서 탈퇴한 이후 주변 사람들이 많이 걱정했었고, 그가 그때 다짐의 의미로 'don't you worry baby. we are golden' 이라고 자신의 싸이월드 클럽에 써놓았던 글에서 가져왔다고 볼 수 있다. 이 앨범 또한 지하실에서 녹음되었고, 조휴일에 의하면 빈티지한 사운드를 의도하였다고 한다. 한 인터뷰에서 그는 "무조건 깔끔하고 대중 친화적인 퀄리티를 쫓아가기보다는 깨끗하지 않아도 따뜻한 음역대를 내려고 했다. 굉장히 빈티지한 마이크를 쓰기도 했다.‘인터내셔널 러브 송’같은 경우는 마이크도 50년대 방송 마이크, 피아노는 200년 된 스타인웨이로 했다. 심지어 200년 된 교회에서 해먼드오르간을 녹음하기도 했는데 레슬리 앰프가 돌아가는 파동에 스테인드글라스가 흔들릴 정도로 좋은 공간이었다. 교회에서는 한곡 녹음하고. 나머지 곡은 거의 다 지하실에서 녹음했다." 라고 하기도 하였다. 타이틀 곡은 'Love Shine', 'International Love Song', 그리고 '젊은 우리 사랑'이 있다.

## 음악 스타일

### 영향
조휴일은 그때그때 좋아하는 아티스트/앨범으로부터 영향을 받는다고 한다. 그러하여 여러 다른 영향을 받았고, 조휴일이 좋아하거나 영향을 받은 아티스트들은 엘러니스 모리세트, 브라이언 윌슨, 엘비스 코스텔로, 엠워드, 스매싱 펌킨즈, 란시드, 밥 딜런, 닐 영, 레몬헤즈, 빌트 투 스필, 노브레인 등이 있다. 장르도 역시 락의 여러 다른 장르인 인디, 포크, 펑크, 팝, 얼터니티브, 컨트리, 레게, 스카, 싸이키델릭 등을 시도한다.

### 작곡 방식
조휴일의 개인 블로그에 의하면, 그는 음소거된 티비를 보는 동시에 기타를 치면서 작곡하는 걸 즐긴다고 한다.

### 가사
조휴일의 가사들은 대부분 직설적이다. 그래서 그의 1집 앨범 수록곡 중 '강아지', 'Tangled' 그리고 'I Like Watching You Go'등이 여성부에게 19금 판정을 받게되었다. 이 때문에 '강아지'는 'EBS 스페이스 공감'에서 가사를 수정해 불러야 했다. 또한, 13살의 어린 나이에 미국으로 이민을 간 탓에 한글이 많이 서툴러서 종종 영어로 먼저 작사를 한 뒤 한국어로 번역을 한다고 한다.
'I Like Watching You Go'가 여성부에게 19금 판정을 받은 것은 사실이다. 하지만 그 이유는 편향된 해석을 바탕으로 한 것이며 조휴일의 의도와 전혀 다르다. 2집 활동 중에 출연한 EBS space 공감 762회에서 그는 이 곡을 '나이 차이가 많이 나는 커플이 느낄 수 있는 권태를 얘기하고 있다'고 소개하고 있다.

## 루비살롱과의 불화
500장 한정으로 제작해 공연에서 나누어 주었던 조휴일의 솔로 데모 앨범을 루비살롱 대표가 조휴일과 어떠한 상의도 없이 더 찍어 유상으로 판매한 사건이 있었고, 이러한 일을 겪은 루비살롱 소속 아티스트들은 조휴일 뿐만이 아니었던 것으로 추정된다. 또 루비살롱이 공연 및 온라인 음원 수익을 고의적으로 누락시킨 것을 알게 된 후, 배신감을 느낀 검정치마(조휴일), 텔레파시 그리고 갤럭시 익스프레스가 루비살롱을 탈퇴했다. 조휴일은 루비살롱과의 불화 때문에 1집 '201'의 리패키지 버전을 소니뮤직엔터테인먼트코리아에서 새로 발매해야 했다. 많은 사람들은 조휴일이 돈 때문에 1집 앨범을 리패키지 해서 내논걸로 오해하고 있지만 이것은 전혀 사실이 아니며, 조휴일은 오로지 루비살롱 레이블과 작별 하였기 때문에 시중에 루비살롱이란 이름 아래 유통되었던 1집은 당연히 더 이상 판매할 수 없었던 것이였고, 검정치마가 소니뮤직과 새로 손을 잡으면서 소니뮤직의 추천/조언하에 3곡을 추가하고, 앨범 자켓을 다시 디자인 해서 1집의 리패키지 앨범인 '201 - SPECIAL EDITION'을 발매해야 했다. 
검정치마는 2016년 1월 7일 YG의 산하 레이블이자 타블로가 운영하는 레이블 하이그라운드(HIGHGRND)에 영입되었다. 2018년 하이그라운드를 나와 현재는 본인 회사인 도기리치(Doggy Rich) 아티스트로 활동 중이며, 레이블사 비스포크(BESPOK.)와 함께 2019년 2월 12일 3집 Part 2 'THIRSTY'를 발매했다.

## 구성원
- 조휴일 (1982년 12월 5일)[1])

## 음반 목록

### 정규 음반
| 순서 | 제목 | 수록곡 |
| ---- | --- | --- |
| 1    | 《201》 - 2008년 11월 13일 발매 - 전곡 작사·곡: 조휴일 - 판매량: 3만 장 - 비고: 2010년 《201(Special Edition)》재발매 | 1. 좋아해줘 2. Stand still 3. 강아지 4. 상아 5. Antifreeze 6. Tangled 7. Avant garde kim 8. Le Fou Muet (미친 벙어리) 9. Dientes (치아) 10. Kiss and tell                                                      |
| 2    | 《Don't You Worry Baby (I'm Only Swimming)》 - 2011년 7월 13일 발매 - 전곡 작사·곡: 조휴일 - 판매량: 2만 장           | 1. 이별노래 2. 무임승차 3. Love shine 4. 외아들 5. International love song 6. 날씨 7. 아침식사 8. 음악하는 여자 9. 젊은 우리 사랑 10. Ariel 11. 기사도 12. 앵무새                                              |
| 3    | 《TEAM BABY》 - 2017년 5월 30일 발표                                                                                  | 1. 난 아니에요 2. Big Love 3. Diamond 4. Love Is All 5. 내 고향 서울엔 6. 폭죽과 풍선들 7. 1:05 8. 나랑 아니면 9. 혜야 10. EVERYTHING                                                                          |
| 4    | 《THIRSTY》 - 2019년 2월 12일 발표 - 전곡 작사, 작곡: 조휴일                                                          | 1. 틀린질문 2. Lester Burnham 3. 섬 (Queen of Diamonds) 4. 상수역 5. 광견일기 6. Bollywood 7. 빨간 나를 8. Put Me on Drugs 9. 하와이 검은 모래 10. 맑고 묽게 11. 그늘은 그림자로 12. 피와 갈증 (King of Hurts) |

### EP
| 순서 | 제목                                                                            | 수록곡                                                                                   |
| ---- | ------------------------------------------------------------------------------- | ---------------------------------------------------------------------------------------- |
| 1    | 《Good Luck To You, Girl Scout!》 - 2021년 4월 30일 발매 - 전곡 작사·곡: 조휴일 | 1. Kleenex 2. Two Days 3. Girl Scout! 4. When I Think Of You 5. Heavy Rain 6. Plain Jane |

## 뮤직 비디오
| 연도   | 제목                                      |
| ------ | ----------------------------------------- |
| 2008년 | 좋아해줘                                  |
| 2008년 | Antifreeze                                |
| 2010년 | Dientes                                   |
| 2011년 | International Love Song                   |
| 2011년 | 젊은 우리 사랑                            |
| 2015년 | Hollywood                                 |
| 2016년 | Everything                                |
| 2016년 | 내 고향 서울엔 (In My City of Seoul)      |
| 2016년 | 기다린 만큼, 더 (드라마 "또! 오해영" OST) |
| 2017년 | 나랑 아니면 (Who Do You Love)             |
| 2019년 | 섬 (Queen of Diamonds)                    |